# Ernest I Szwabski
Ernest I (ur. przed 984, zm. 31 maja 1015) – książę Szwabii od 1012 roku z dynastii Babenbergów. Uczestnik wyprawy Ottona, księcia Karyntii, do Włoch w 1002 roku i buntu Henryka ze Schweinfurtu przeciwko niemieckiemu królowi Henrykowi II Świętemu. Później lojalny wobec króla. Żonaty z Gizelą, księżniczką szwabską, która po jego śmierci poślubiła Konrada II, późniejszego cesarza.

## Pochodzenie
Pochodził z dynastii Babenbergów. Był synem Leopolda I Babenberga i jego żony Richardy, córki Ernesta, grafa Sualafeld. Jego braćmi byli Henryk, margrabia Marchii Austriackiej, Poppo, arcybiskup Trewiru, i Adalbert, margrabia Marchii Austriackiej. Urodził się przed 984 rokiem. Historyk Theodor Henner przyjmował, że urodził się około roku 970.

## Życiorys
Pierwsza wzmianka źródłowa na temat Ernesta pochodzi z 1002 roku. Jako lojalny stronnik Henryka II Świętego wspierał go w walce z Arduinem z Iwrei, królem Włoch. Wziął udział w wyprawie księcia karynckiego Ottona do Italii, która zakończyła się klęską. Po powrocie z Italii razem z Ottonem przybyli w marcu 1003 roku do Kwedlinburga, gdzie król Henryk II obdarował ich królewskimi darami i udzielił słów otuchy.
Jeszcze w 1003 roku dołączył do buntu swojego kuzyna Henryka ze Schweinfurtu, który sprzeciwił się królowi Henrykowi II. W toku działań wojennych został wzięty do niewoli pod zamkiem Creussen koło Bayreuth. Postawiony przed sądem, został skazany na karę śmierci. Dzięki interwencji Willigisa, arcybiskupa Moguncji, król Henryk II zamienił mu karę śmierci na okup pieniężny. Odtąd był lojalny wobec Henryka II.
W 1012 roku zmarł bezpotomnie Herman III, książę Szwabii, szwagier Ernesta. Król niemiecki Henryk II przekazał to lenno właśnie Ernestowi I. Objęcie księstwa zawdzięczał faktowi, że jego żona Gizela była siostrą poprzedniego władcy. W literaturze historycznej uchodzi to za jeden z przykładów dziedziczenia księstw za pośrednictwem kobiet, typowego dla tego okresu w dziejach Rzeszy.
Kronikarz Ekkehard z Aury, piszący w XII wieku, określa Ernesta mianem dux orientalis Franciae. Biskup Otton z Bambergu wspomina w dokumencie z 1122 roku o palatium Ernesta, znajdującym się w Aurze.
Księstwem Szwabii cieszył się krótko. W czasie polowania 31 maja 1015 roku, we wtorek po Pięćdziesiątnicy, został śmiertelnie ranny (trafiony strzałą przez Adalberta, jednego ze swoich rycerzy, celującego w sarnę). Ernest udał się na polowanie, mimo zakazu polowań trzy dni po Pięćdziesiątnicy, ustanowionego na synodzie w Ingelheim w 948 roku.
Thietmar z Merseburga (zm. 1018) opisał jego ostatnie chwile:

Czując zbliżającą się śmierć, przywołał do siebie towarzyszy i błagał ich, by przebaczyli sprawcy, a ponieważ nie było tam księdza, przed którym mógłby się wyspowiadać ze swoich grzechów, kazał w jego zastępstwie zbliżyć się do siebie jednemu z rycerzy: "Przyjdźcie tu wszyscy i nastawiając uszu serca poznajcie moje czyny podobnego wam śmiertelnika, a zarazem, grzesznika i pomóżcie zgodnie w ich odpokutowaniu. Proszę was, polećcie moją grzeszną duszę wszystkim wiernym, których tu nie ma, i przypomnijcie mojej małżonce, by strzegła czci swojej i nie zapomniała o mnie". Po tych słowach wyliczył wszystkim obecnym, jakie tylko mógł przypomnieć sobie, grzechy kiedykolwiek popełnione, i wkrótce potem, 31 maja, zeszedł z tego świata

Zgodnie z własnym życzeniem został pochowany w Würzburgu obok swojego ojca.

## Rodzina i potomstwo
Ernest po 1008/1010 roku poślubił Gizelę, księżniczkę szwabską, wdowę po Brunonie z Brunszwiku, z którym miała syna Ludolfa i przypuszczalnie córkę Gizelę. Przyjmuje się, że do małżeństwa doszło jeszcze za życia Hermana III (zm. 1 kwietnia 1012), księcia Szwabii, gdyż w przeciwnym razie Ernest II byłby zbyt młody, aby podnieść bunt przeciwko cesarzowi Konradowi II.
Miał z nią dwóch synów. Byli to:
- Ernest II (ur. 1010–1013, zm. 1030);
- Herman IV (ur. przed lutym 1016, zm. 1038)[1][2].

24 czerwca 1015 w Goslarze cesarz Henryk II nadał księstwo Szwabii wdowie po Erneście, Gizeli, i ich synowi Ernestowi II. Księstwem Szwabii rządził najpierw Ernest II, po jego śmierci Herman IV, wraz z którego śmiercią w 1038 roku wymarła szwabska linia Babenbergów.
Gizela po śmierci Ernesta poślubiła Konrada (późniejszego cesarza Konrada II), syna hrabiego Henryka ze Spiry.